# Dryadoblatta mira
Dryadoblatta mira är en kackerlacksart som beskrevs av Rehn, J. A. G. 1937. Dryadoblatta mira ingår i släktet Dryadoblatta och familjen jättekackerlackor.
Artens utbredningsområde är Venezuela. Inga underarter finns listade i Catalogue of Life.